# Välsignad den dagen
Välsignad den dagen är en psalm med sex 7-radiga verser. Först publicerad i Sions Nya Sånger 1778. 
En annan snarlik inledning har psalmen Wälsignad är den dag i Andeliga Sånger och Werser 1806, nr 755, vars författare också är okänd. Den psalmen sjungs till samma melodi som In dulci jubilo medan texten i Sions Nya Sånger sjungs till samma melodi som nr 38 i Ahnfelts sånger Uppstånden är Kristus.

## Publicerad i
- Sions Nya Sånger som nr 146 (5:e upplagan, 1863)
- Sionstoner 1935 som nr 196 under rubriken "Passionstiden"
- Guds lov 1935 som nr 270 under rubriken "En kristens saliga frid och trygghet"
- Sionsharpan som nr 124.
- EFS-tillägget 1986 som nr 735 under rubriken "Fastan"
- Lova Herren 1988 som nr 386 under rubriken "Frälsningens mottagande genom tron"